# Григор'єв Григорій Іванович
Григорій Іванович Григор'єв (25 січня 1903, Козятин — 13 липня 1953, Київ, УРСР, СРСР) — радянський український звукооператор. Нагороджений медалями.

## Біографія
Народився 25 січня 1903 року у місті Козятині (тепер Вінницької області) в родині машиніста залізниці. У 1922 році закінчив Серпенське залізничне електротехнічне училище, в 1930 році спеціальні курси звукооператорів у Ленінграді.
З 1928 року працював на Київській кіностудії художніх фільмів (спочатку освітлювачем і кіномеханіком, потім — звукооператором).
Помер 13 липня 1953 року в Києві. Похований на Лук'янівському цвинтарі (ділянка № 20, ряд 8, місце 49).

## Фільмографія

Могила Григорія Григор'єва

Брав участь в оформленні кінокартин:
- «Люлі-люлі, дитино»
- «Висота № 5» (1932)
- «Червона хустина»
- «Молодість» (1934)
- «Дивний сад» (1935)
- «Справжній товариш» (1936)
- «Лісова угода» (1937)
- «Багата наречена» (1937)
- «Радянська Молдавія» (1938)
- «Велике життя» (1939)
- «Богдан Хмельницький» (1941)
- «Олександр Пархоменко» (1942)
- «Зигмунд Колосовський» (1945)
- «Центр нападу» (1946)
- «Радянське Чорномор'я»
- «Зоря над Карпатами» (1949)
- «У мирні дні» (1951)
- «М. В. Гоголь» (1952)
- «Нерозлучні друзі» (1952)
- «Калиновий гай» (1953) та інші.